# Cyclopogon longibracteatus
Cyclopogon longibracteatus är en orkidéart som först beskrevs av João Barbosa Rodrigues, och fick sitt nu gällande namn av Rudolf Schlechter. Cyclopogon longibracteatus ingår i släktet Cyclopogon, och familjen orkidéer. Inga underarter finns listade i Catalogue of Life.

## Bildgalleri

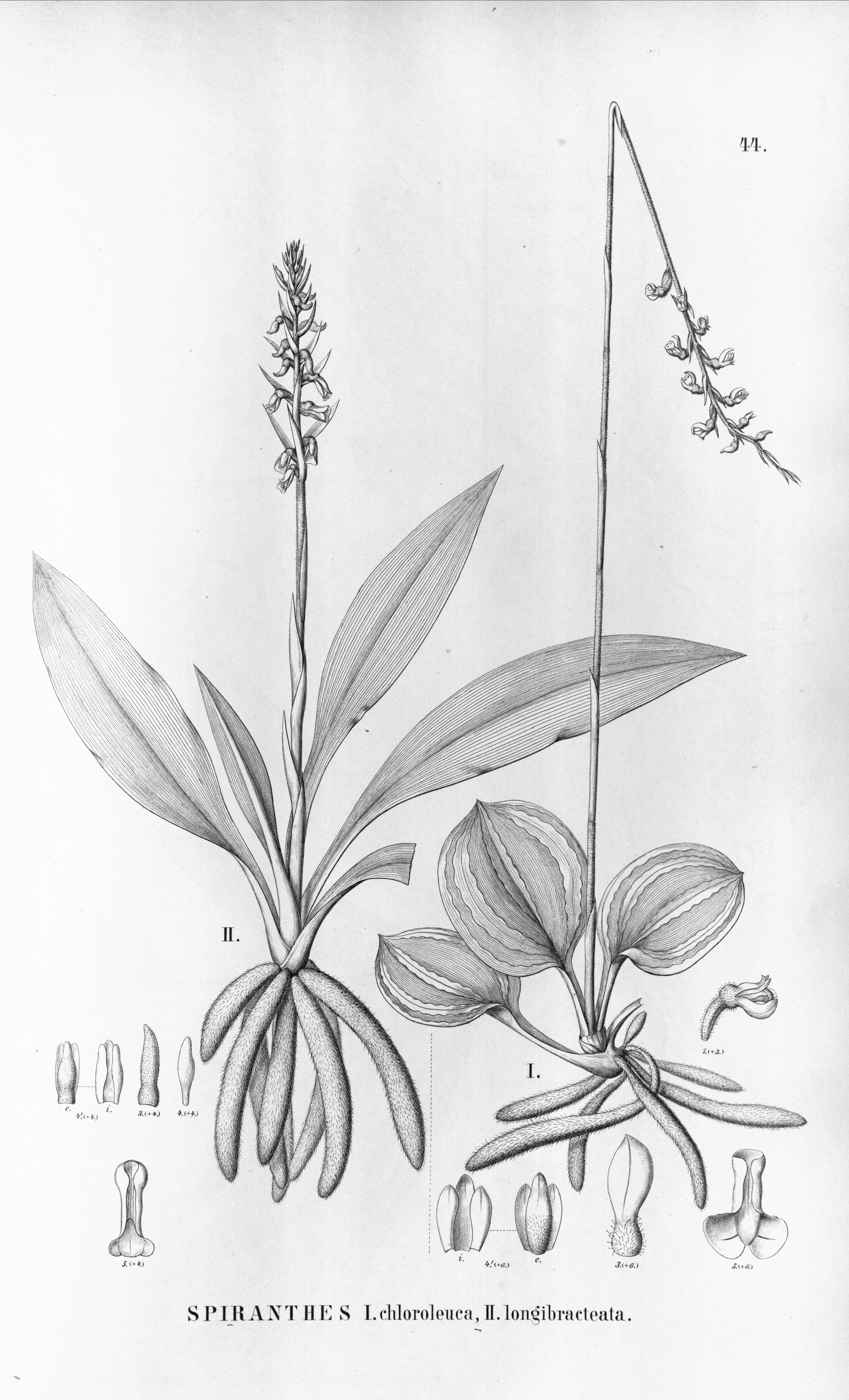